# Carlos Amarilla
Artikeln följer den spanska namnseden; faderns efternamn är Amarilla och moderns efternamn Demarqui.
Carlos Arecio Amarilla Demarqui, född 26 oktober 1970 i Asunción, är en paraguayansk fotbollsdomare, som bland annat dömt i fotbolls-VM 2006.
Matcher i VM 2006 som huvuddomare:
- USA - Tjeckien (gruppspel)
- Togo - Schweiz (gruppspel)
- Ukraina - Tunisien (gruppspel)